# Werner Karl Maas
Werner Karl Maas (* 27. April 1921 in Kaiserslautern; † 19. November 2019 in Hastings-on-Hudson) war ein deutsch-amerikanischer Mikrobiologe, Pharmakologe, Genforscher und Hochschullehrer.

## Leben
Werner Maas war Schüler des Albert-Schweitzer-Gymnasiums in Kaiserslautern. Sein Vater war der Mediziner Albert Maas (1888–1936). Ende 1936 emigrierten seine Eltern mit ihm in die USA, 1945 wurde er als US-Amerikaner naturalisiert. Er studierte an der Harvard-Universität Biologie (Bachelor of Arts, 1943) und an der Columbia-Universität in New York Zoologie (Doctor of Philosophy 1948).
Von 1946 bis 1948 war er postdoctoral fellow am California Institute of Technology und von 1948 bis 1954 Mitglied des Tuberkulose-Forschungslabors des U.S. Public Health Service an der Cornell-Universität. Von 1954 bis  1957 war er Associate Professor für Pharmakologie und von 1957 bis 1963 Assistant Professor für Mikrobiologie, dann von 1963 bis zu seiner Emeritierung 1994 Professor für Mikrobiologie und 1974 bis 1981 Leiter der Abteilung Basic Medical Science an der Medical School der New York University. Anfang der 80er Jahre nahm er Kontakt mit der Technischen Universität Kaiserslautern (TU) auf und übernahm einen Lehrauftrag. 1991 verlieh ihm die TU Kaiserslautern als erstem Wissenschaftler überhaupt die Ehrendoktorwürde des Fachbereichs Biologie.
Wissenschaftlich tat sich Werner Maas auf dem Gebiet der Genexpression und Plasmid-Replikation hervor. Er untersuchte die Regulation der Genexpression bei Bakterien, insbesondere die Regulation der Arginin-Biosynthese in Escherichia coli. Darüber hinaus untersuchten er und sein Team die Initiierung der Plasmidreplikation, die Regulation der Enterotoxinproduktion und die Eigenschaften eines neuartigen Retroelements in Escherichia coli, das die reverse Transkriptase zur Herstellung von Molekülen verwendet. Diese Moleküle bestanden aus einzelsträngiger DNA, die an RNA-Moleküle gebunden war und sich als mutagen erwies.
Neben mehr als hundert Artikeln in wissenschaftlichen Fachzeitschriften veröffentlichte Maas 2003 in Speyer eine deutschsprachige Biografie seines Vaters, von der 2004 eine englischsprachige Ausgabe erschien, und 2018 eine Autobiographie unter dem Titel The Spiral of my Life.
Er starb am 19. November 2019 in Hastings-on-Hudson, New York.

## Schriften
- Gene Expression and its Regulation: Laying the Foundation for Molecular Biology. XLibris, 2013, ISBN 978-1-72061-031-1.
- Das Leben meines Vaters 1888–1936. Ein Bild jüdischen Lebens in der Rheinpfalz zwischen Emanzipation, Integration, Vertreibung und Vernichtung. Evangelischer Presseverlag Pfalz, Speyer 2003, ISBN 3-925536-87-6.
- My Father's Life: 1888–1936. A Picture of Jewish life in the Rhenish Palatinate through Emancipation, Integration, Expulsion, and Annihilation. Evangelischer Presseverlag, Speyer 2004, ISBN 3-925536-98-2.
- The Spiral of my Life. From Provincial Germany to Multicultural USA and the New International World of Molecular Genetics, 1921 to 2016. CreateSpace Independent Publishing Platform, 2018, ISBN 978-1-72061-031-1.